# Lávafolyás

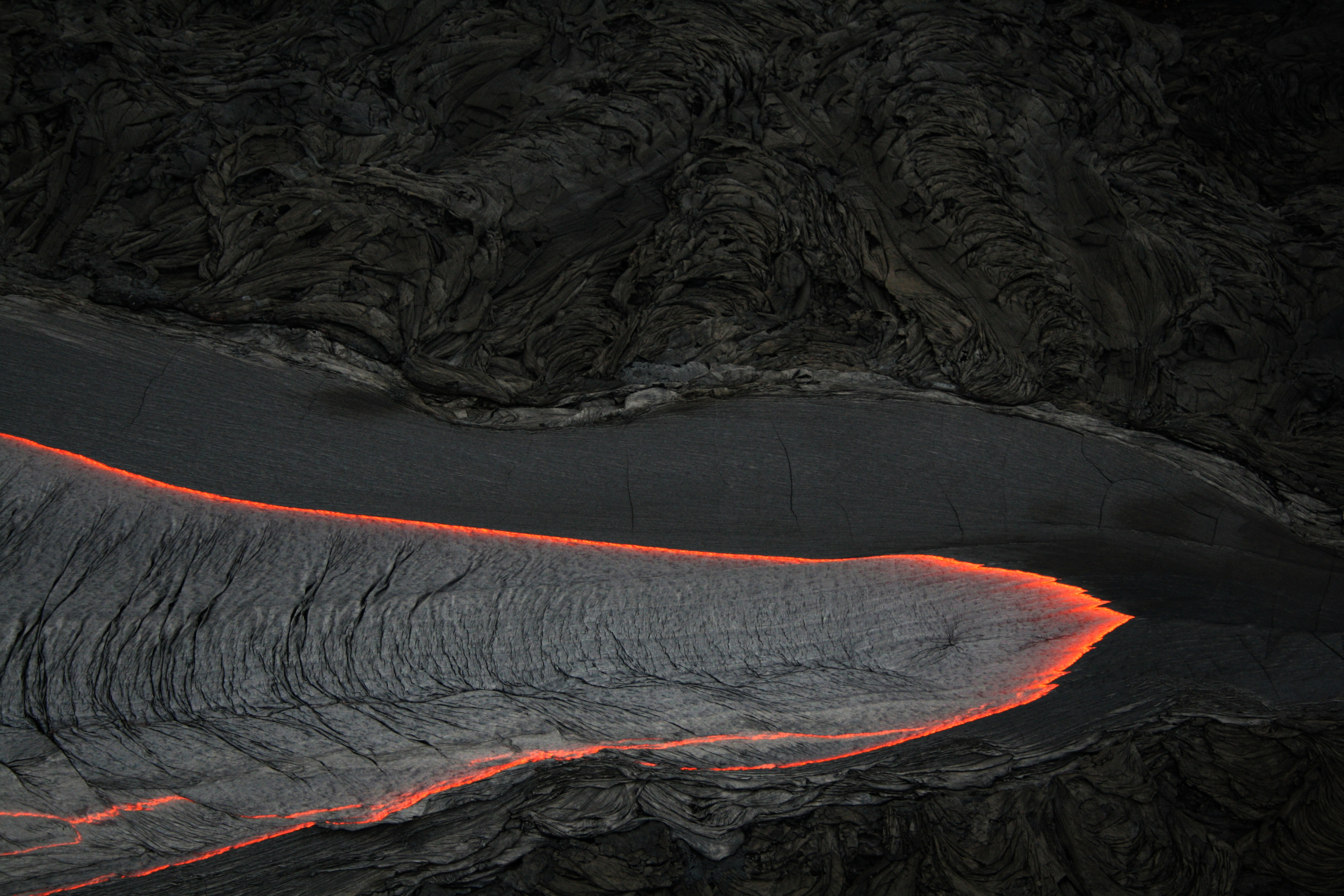
Pahoehoe-lávafolyás a Hawaii-szigeteken

A lávafolyás vagy lávaömlés az a folyamat, amikor a vulkáni tevékenység során az illóanyagoktól megszabadult magma, azaz a láva a felszínre kerül. Napjainkban a lávaömlések – az óceánközépi hátságok hasadékvölgyeit leszámítva – elsősorban a Hawaii-szigeteken, Izlandon és az Etnán gyakoriak. A történelem során feljegyzett legnagyobb lávaömlés 1783-ban az izlandi Laki kitörése volt: a vulkánból több, mint 14 km³ bazalt ömlött ki, és mintegy 40 km-re jutott el. A földtörténet során ennél jóval nagyobb kitörések is voltak: a Columbia folyóról elnevezett, középső miocén bazaltvidéken a Roza nevű lávaömlés-sorozat mindössze egy hét alatt 1500 km³ anyagot produkált. Az így képződött lávamezőket platóbazaltoknak nevezik; ilyenek például a Dekkán-fennsík (a kréta-paleocén határon képződött), az Etióp-magasföld (a tercierben keletkezett) és Közép-Szibéria (kora mezozoós) bazaltjai stb.
A központi kitörések (kráterből kifolyó) lávafolyásai jóval kisebbek. Az Etna például 1535 óta kevesebb, mint 4 km³ lávát adott, és legnagyobb lávaömlése sem volt több a 0,5 km³-nél.
A lávafolyások méretét (térfogatát, vastagságát) és sebességét számos tényező befolyásolja.
- az effúziós ráta (a láva utánpótlásának, illetve kiáramlásának intenzitása)
- a magma (láva) fizikai tulajdonságai (nyomása, sűrűsége, viszkozitása, vegyi összetétele).

## Bazaltos lávafolyások

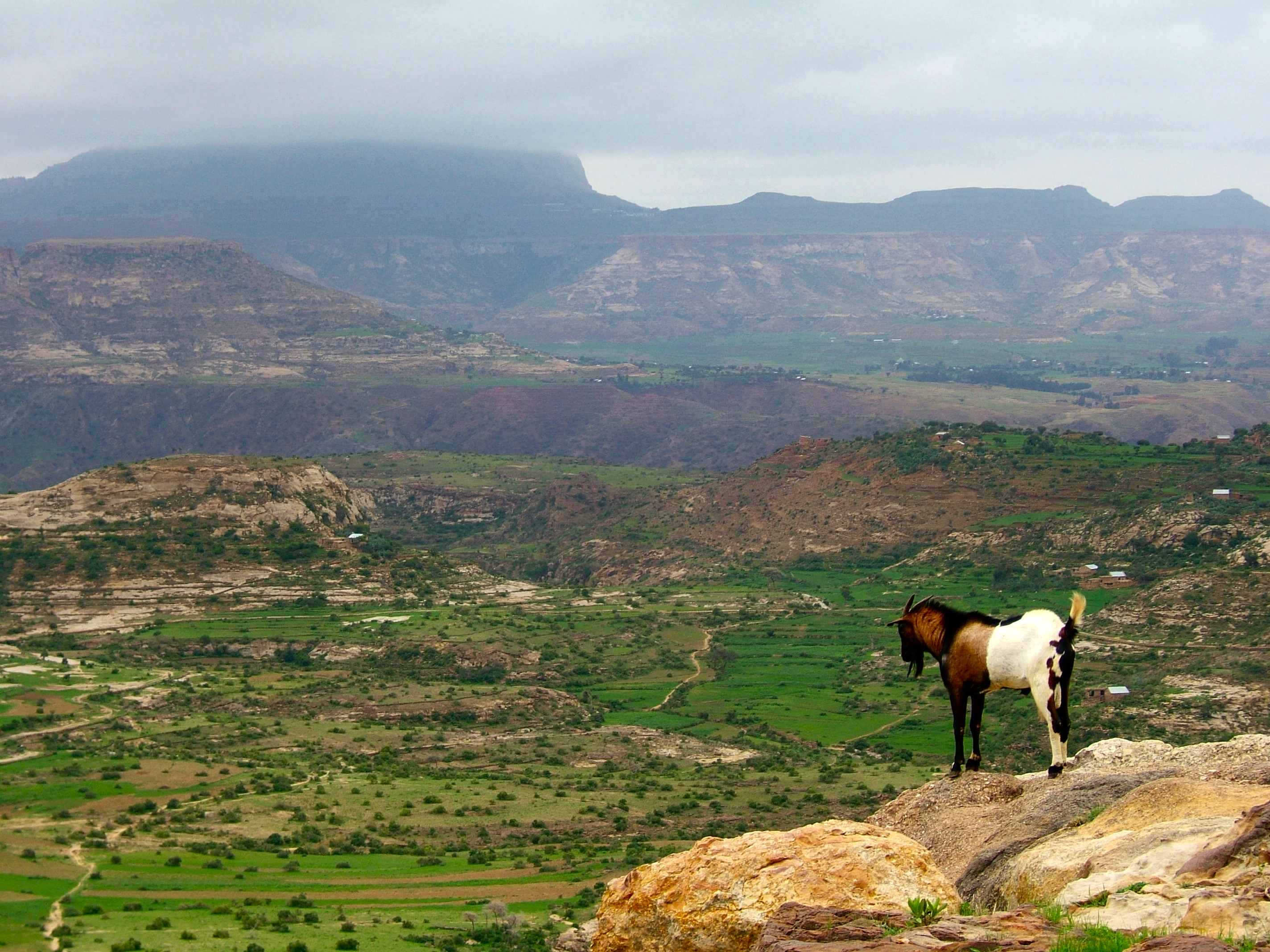
Etiópiai bazaltfennsík

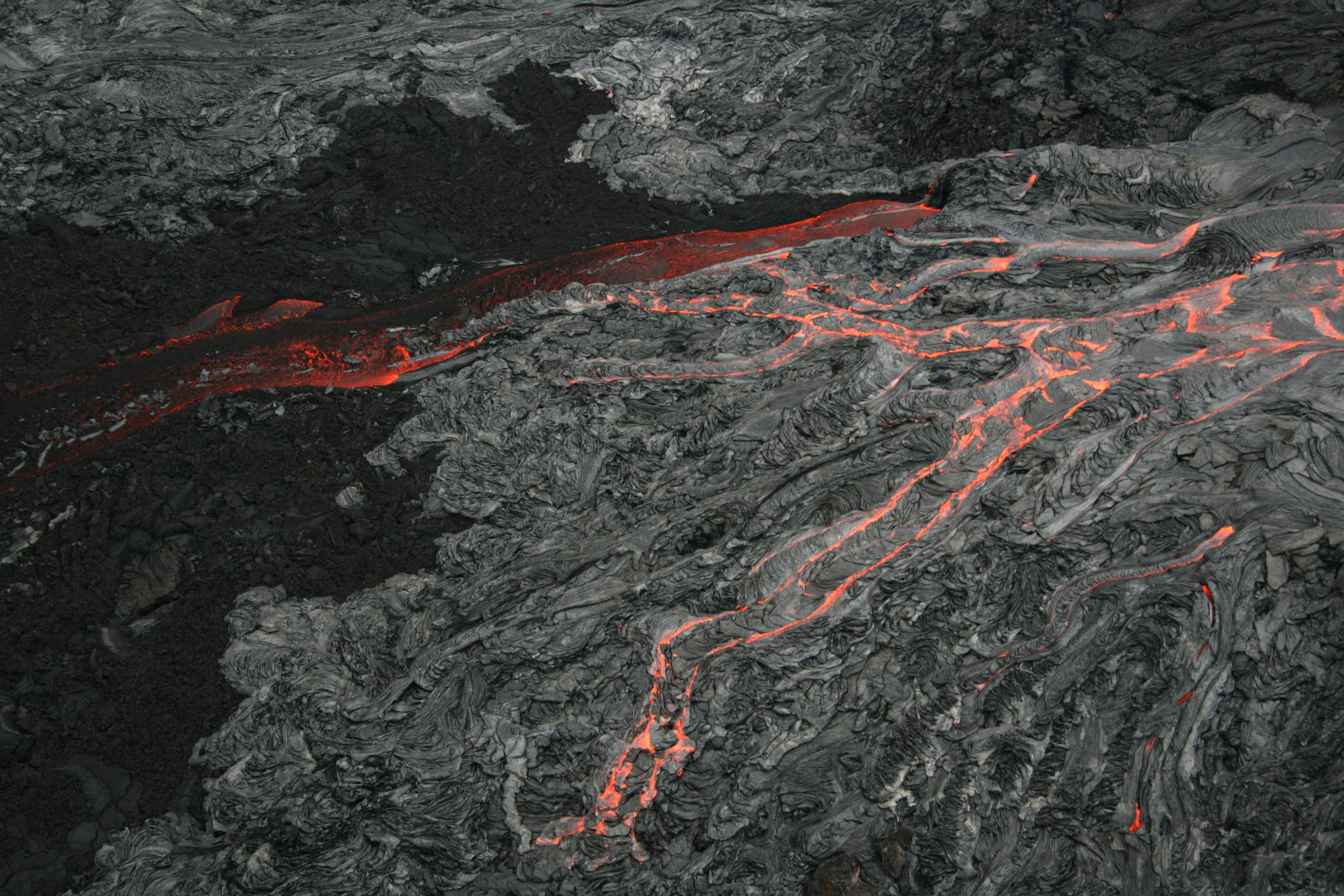
Pahoehoe- és aa-lávafolyások a Kilauea lejtőjén

A bazaltlávák a platóvidékek elsődleges építőkövei. A bazaltos magma zöme lávafolyásként kerül a felszínre, a vulkán kitörése általában csendes. A bazaltos láva hígan folyó anyaga elágazó, lebenyes szerkezetű lávafolyásokban mozog, mintázata általában megegyezik a befedett domborzatéval.
Két típusa ismert: az aa-láva és a pahoehoe-láva, amelyeket elsősorban eltérő felszínük alapján különítenek el. A nevek a Hawaii-szigetekről származnak; az aa (helyesen a'a, ejtsd ah ah) durva, töredezett, „salakos" felszínű, „barátságtalan" lávafolyás (a szó jelentése), míg a pahoehoe típust elsődlegesen sima lebenyekből, fonatokból álló, „barátságos" felszín jellemzi. Mindkét felszín létrejöttét az magyarázza, hogy a mozgó láva teteje gyorsabban hűl és szilárdul, mint belső része, következésképp a fedőréteg lemarad, feltorlaszolódik, darabokra szakad.
A híg bazaltláva-folyások sajátos típusa az ún. klasztogenetikus-láva („részecske eredetű), amely a robbanásos kitörések legenyhébb, sajátos típusa, ún. hawaii kitörés folyamán visszahulló lávacseppek összeolvadásával keletkezik.
A lávafolyások nagyformái:
- lávaág – a lávafolyás két oldalát akár több km hosszan övező pozitív felszínforma
- lávaalagút – általában pahoehoe-lávában létrejövő hosszanti alakzat. Képződése a lávafolyás belső és külső részének eltérő hűlésére vezethető vissza

A lávafolyások kisformái:
- oldalgerinc – konvex (keresztmetszetben domború) lávafolyás szegélyi részein a belső rész süppedésével vagy omlásával keletkezik, néhány tíz-száz méter hosszúságban.
- lávanyelv-gerinc – konvex lávafolyás homlokán a mögötte lévő rész süppedésével keletkezik
- nyomásgerinc – a mozgó láva által feltorlaszolt, áramvonalas – a szélekkel általában párhuzamos, a láva nyelve felé ívesen meghajló – gerinc
- lávatorlasz – lávafelszín nyomásváltozás, belső áramlás, esetleg talajvízből származó gőz kioldódása miatti feltorlaszolódása
- lávaperem – a lávafolyás elvégződése

Másodlagos kitörésekhez kapcsolódó formák:
- fröccs-kúp – gyökértelen kürtőből felfröccsenő láva által épített kúp
- fröccs-sánc – hasadékból, hosszanti mélyedésből felfröccsenő láva sánca
- hornito – a lávakéreg alól – például bekerült talajvíz hatására – kisebb robbanással, lávacafatok egymásra halmozásával épülő kúp
- lávafelpréselődés – a megszilárdulófélben lévő kéreg lávatorlaszhoz hasonló felnyomódásakor olykor az izzó, forró láva is kibuggyan. Központos és hosszúkás forma egyaránt épülhet.
- lávahólyag – egyszeri gázkiszökés nyomán keletkező kerekded halom kis kráterrel

## Andezitláva-folyások
Az andezitek felszíne sosem pahoehoe-típusú; ritkán aa-, gyakrabban darabos, tömbös felszín jellemzi, aminek neve blokkláva. A lávafolyások végét vastag törmelékréteg jellemzi. A viszkózusabb andezitlávák lávadómokat formálnak. Leggyakoribb formái a lávagátak és a lávahasadékok, melyek a láva felszínének lehűlése és felhasadása során keletkeznek.

## Dácitláva-folyások

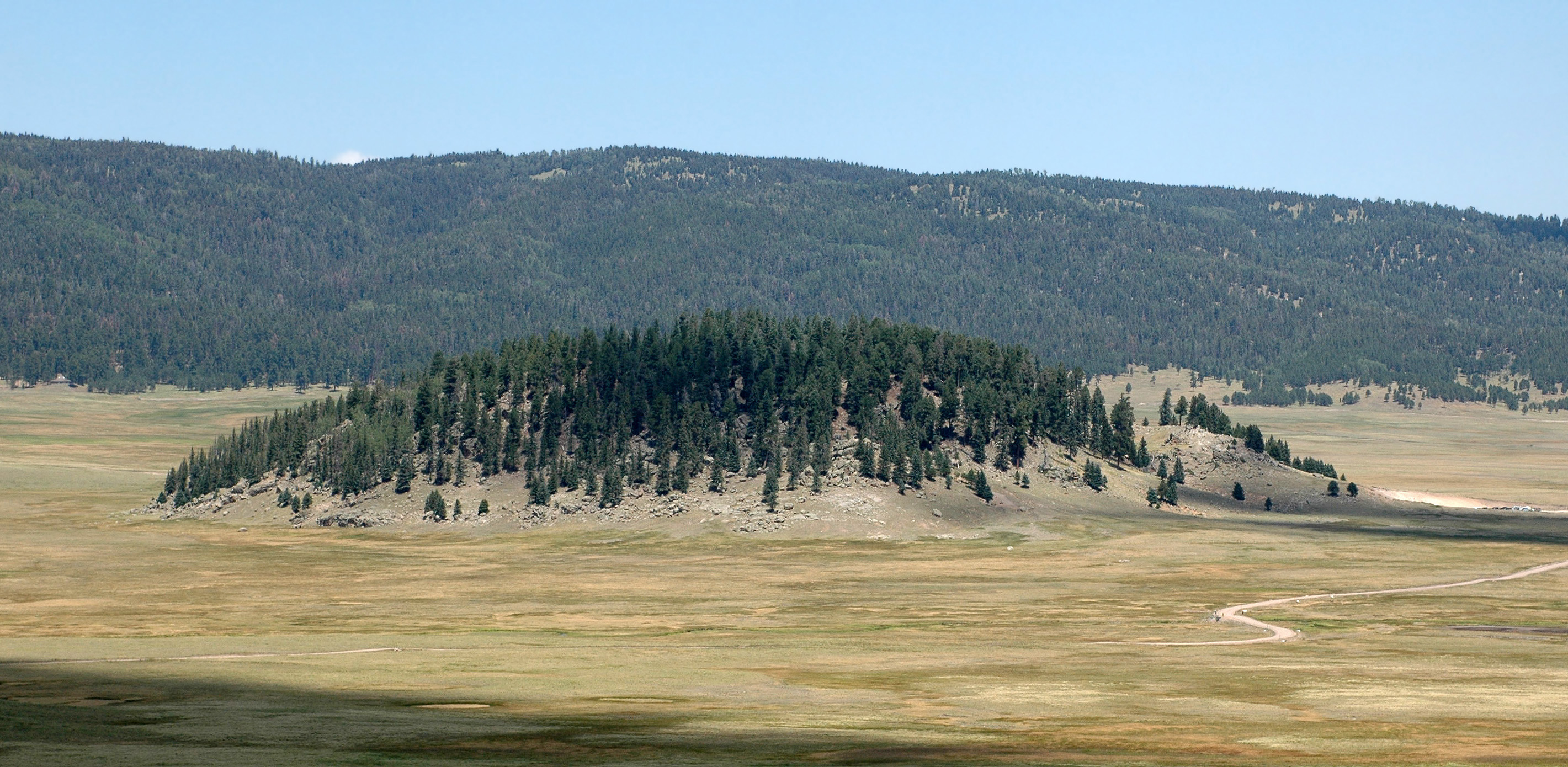
Lávadóm a Valle Grande Nemzeti Parkban, Amerikai Egyesült Államok

Dácitos összetétel esetében a láva csak ritkán mozog lávafolyás formájában, gyakrabban ún. lávadómokat formál. Ezek már kisebb, önálló vulkáni építményeknek tekinthetők, még ha általában nagyobb vulkánokhoz kapcsolódnak is. A dácitláva-folyásokat következő típusai különíthetők el:
- lávalepény – felnyomuló, de saját súlya alatt kissé szétterülő lávából kialakuló alacsony dóm
- aszimmetrikus lávadóm – viszkózusabb lávából kialakuló olyan alakzat, amely részben már a lejtéssel szemben is képes előrehaladni.
- Pelée-dóm – igen viszkózus lávából álló, meredek lejtőjű dóm, amelynek tetején gyakori az utolsó felnyomuláshoz tartozó lávatű. A rámpa-szerkezet ritkább.
- kiemelt lávadugó – a legviszkózusabb típus: függőlegesen emelkedik ki a kürtőből, tetején néha a korábbi fedőréteggel

## Riolitláva-folyások
Ritkák, mert a magas szilícium-tartalmú magma elsősorban robbanásos kitöréseket okoz. A riolitláva viszkózus anyag, amely főleg aszimmetrikus lávadómként, Pelée-dómként vagy kiemelt lávadugóként nyomul a felszínre. Részben mint hólyagos, sőt horzsakőtartalmú láva, részben mint üveges obszidián szilárdul meg. A nagy viszkozitás miatt gyakori a rámpa-szerkezet. Hasonló lávafolyás az 1400 éves oregoni Nagy Obszidián-lávafolyás, vagy a Lipari-szigetek lávafolyásai.

## Egyéb lávafolyások
A karbonátit-lávák nátrium és kálium tartalmú anyagú, igen kisméretű (néhány tíz m hosszú) lávafolyások. Fehéres, de kihűlve barnuló anyaguk alacsony (kb. 580 °C) hőmérsékleten folyik, miközben oldott szén-dioxid szivárog fel belőle. Elsősorban a kelet-afrikai Oldoinyo Lengai-ról ismertek.
A kénlávák csak áttételesen nevezhetők vulkáni képződményeknek: egyes rétegvulkánokon igen nagy mennyiségben, szolfatara-működéssel halmozódik fel. Nagyobb (alulról jövő) felfűtés esetén, amelynek pontosan 113 °C hőmérsékletet kell elérnie, a kén megolvad, és hígan folyós, pahoehoe-felszínű lávafolyásként útnak indul. A hőmérséklet növekedésével a kén egyre hígabban folyós lesz, 160 °C fölött viszont (bár példa rá a természetben nem ismert) viszkozitása ugrásszerűen megnő. A Földön az Andokból, a Naprendszerből például a Jupiter Ió nevű holdjáról ismeretesek.
Ritkaságszámba megy a Chiléből leírt 20 m vastag magnetitláva, pahoehoe-felszínnel.

## Vízalatti lávafolyások

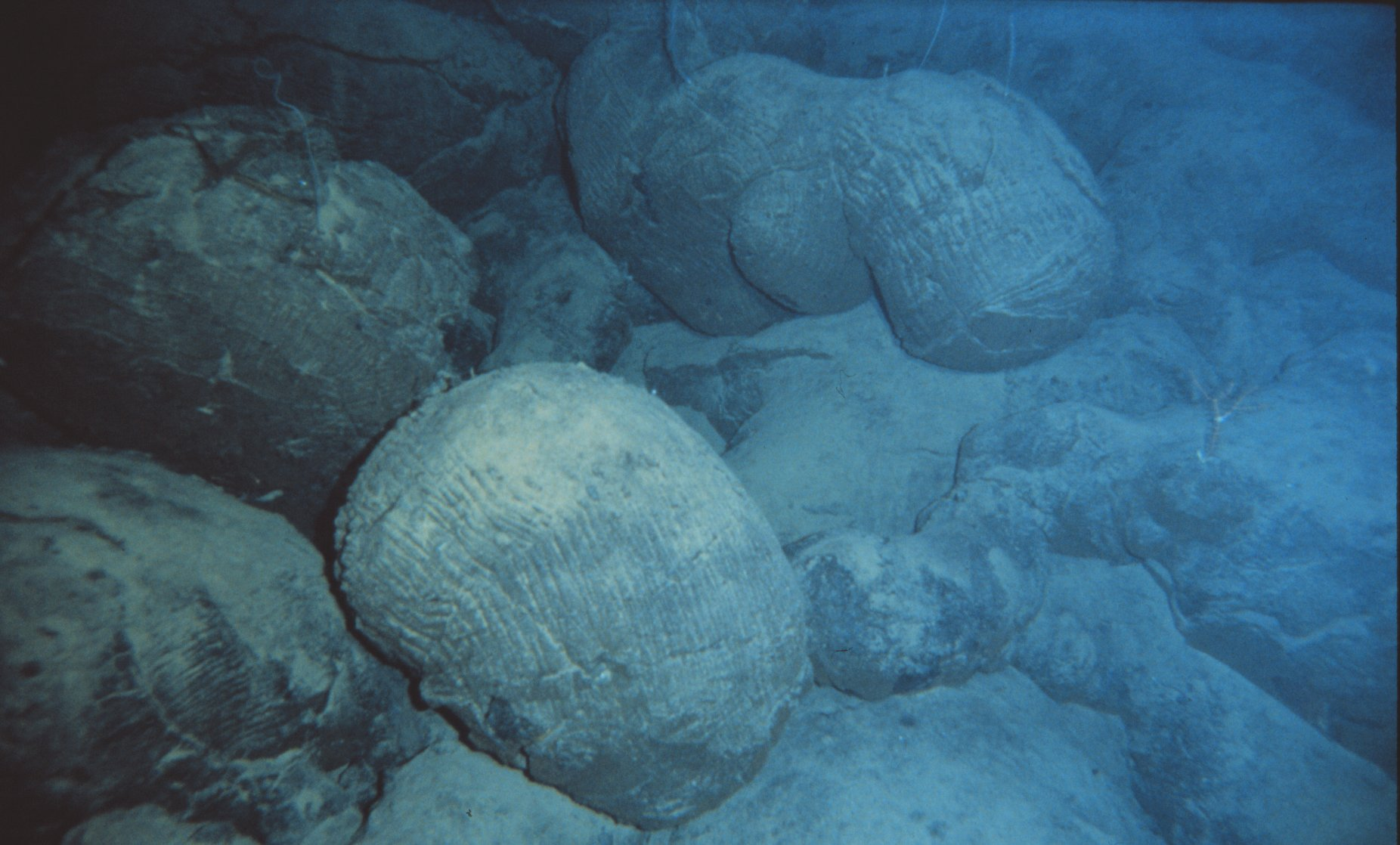
Párnabazalt

A víz alatt feltörő vagy vízbe ömlő láva morfológiai változásai főként a gyorsan folyó bazaltlávákon látványosak és jellegzetesek: a hígabb lávákból a víz alatt gömbölyded formák, ún. párnák (pillow lava) alakulhatnak ki. A párnaláva már sekély vízben is kialakul, ha elég víz van ahhoz, hogy megakadályozza a freatomagmás hatást, tehát a robbanást. A víz alatt nem mindig keletkezik párnaláva. Ha az effúziós ráta nagyobb, ún. lepelláva jöhet létre. A párnalávák közé gyakran hialoklasztitok települnek.

## Veszélyei
A lávafolyások rendkívül nagy anyagi károkat képesek okozni, emberéletet azonban nem követelnek, mivel elég lassan mozognak, így könnyű elkerülni őket. Halálesetek azonban előfordultak elsősorban azért, mert a lávafolyások elvágták a menekülési útvonalakat illetve azért, mert az emberek túl közel merészkedtek hozzá (megfigyelés céljából).
Ritka eset amikor a lávafolyás annyira gyorsan mozog, hogy emberéleteket is követel. Hasonló eset történt 1977. január 10-én, amikor a Kongói Demokratikus Köztársaságban levő Nyiragongo kalderájában fortyogó láva-tó áttörte a kaldera falait és kevesebb, mint egy óra alatt elfolyt. A vulkáni kúp meredek lejtőjén mintegy 100 km/órás sebességgel haladt lefelé, maga alá temetve néhány falu alvó lakóit.